# Birgit Nilsson
Pour les articles homonymes, voir Nilsson.
Birgit Nilsson, de son vrai nom Birgit Märta Svensson, est une soprano dramatique suédoise, née le 17 mai 1918 à Västra Karup et morte le 25 décembre 2005 à Bjärlöv (Suède).

## Biographie
Elle commence ses études de chant avec C. Blennon, puis les poursuit à l'École royale supérieure de musique de Stockholm et débute dans cette ville en 1946 dans le rôle d'Agathe du Freischütz de Weber sous le pseudonyme de Birgit Nilsson, en hommage à la célèbre cantatrice suédoise Christine Nilsson. 
Pendant plusieurs années, elle s'en tient au répertoire de soprano lyrique, avant d'aborder les grands rôles de soprano dramatique.
Birgit Nilsson a fréquemment été qualifiée de « soprano du siècle », notamment par le magazine allemand Opern Welt. L'exceptionnelle puissance de sa voix, la sonorité acérée de son émission vocale, la puissance du registre aigu, sa technique impeccable et la vigueur de son tempérament en ont fait une interprète d'une polyvalence et d'une longévité exceptionnelles. Birgit Nilsson a interprété les rôles les plus longs ou les plus difficiles du répertoire, jusque vers la fin des années 1970 : Elektra, Brünnhilde, Salomé, Isolde, Léonore, Turandot, Tosca, Aïda ; mais c'est surtout avec le répertoire wagnérien qu'elle construisit sa carrière. Senta (Le Vaisseau fantôme), Elsa (Lohengrin), Vénus et Elisabeth (Tannhäuser), Sieglinde (La Walkyrie), les trois Brünnhilde (L'Anneau du Nibelung), Isolde (Tristan et Isolde, rôle qu'elle interpréta plus de deux cents fois, à partir de 1957, et dans lequel « on la situe dans la lignée de Kirsten Flagstad »). « Il ne manque guère que Kundry (Parsifal) à son palmarès (rôle qu'elle n'aimait pas, mais qu'elle a partiellement enregistré pour le studio). »

## Carrière
Longtemps attachée à l'Opéra royal de Stockholm où elle aborde un répertoire de plus en plus large de rôles de Verdi et Wagner, elle est Elettra de l'Idoménée de Mozart au Festival de Glyndebourne en 1951.
Durant la saison 1954-1955, elle aborde à Stockholm Brünnhilde du Crépuscule des dieux et Salomé de l'œuvre éponyme de Richard Strauss. Elle chante trois Brünnhilde à Munich ce qui marque le début de sa grande carrière internationale. En 1954, elle est Elsa de Lohengrin au Festival de Bayreuth. De 1957 à 1970 elle sera Sieglinde, Isolde, et Brünnhilde à Covent Garden en 1957. En 1958, elle triomphe à la Scala de Milan dans Turandot. Elle chante Isolde au Metropolitan Opera en 1959.
En France, en 1955, les Brünnhilde dans La Walkyrie et Siegfried à Toulouse, Isolde à l'Opéra de Paris en 1966, Turandot en 1968, Elektra en 1974, Isolde à Orange en 1973 et 1975.
Elle abordera aussi d'autres rôles tels que Lady Macbeth, Amélia et Léonore (Fidelio), et en 1975 la teinturière de La Femme sans ombre de Richard Strauss. 
On peut diviser sa carrière en quatre périodes : de ses débuts jusqu'à la fin des années 1950, la voix se cherche (lors d'une audition pour Isolde, Karl Böhm dit d'elle : « Mais c'est une soubrette ! ») ; de 1960 à 1970, « c'est l'apogée de sa voix au tranchant à nul autre pareil ; le style est un modèle de noblesse » ; de 1970 à 1974, « la voix, toujours admirable, est au service d'une interprétation encore plus fouillée des personnages » ; et à partir de 1975, la voix commence à décliner, même si la musicalité demeure. Dans le monde du chant wagnérien, Birgit Nilsson est à la jonction entre la génération des grandes chanteuses des années 1930-1940 comme Kirsten Flagstad, Martha Mödl, et celle des années 1970-1990, comme Gwyneth Jones ou Hildegard Behrens : « elle hérite de l'aura mythique des premières et annonce la féminité juvénile des secondes. » C'est ainsi que le metteur en scène et directeur Wieland Wagner, maître d'œuvre du « Nouveau Bayreuth » (à partir de la réouverture de 1951), déclara un jour : « J'ai trois Isolde différentes : Martha Mödl, l'Isolde frappée par le destin, Astrid Varnay, l'Isolde vengeresse, et Birgit Nilsson, l'Isolde amoureuse. »
Elle fait ses adieux à la scène en 1982, pour se consacrer à l'enseignement, mais se produit encore en concert.
Après sa mort, à partir de 2014, le billet de 500 couronnes suédoises portera son portrait.
Sa voix d'emblée claire et solide, se développa jusqu'à atteindre dans les années 1960 une puissance et une résistance phénoménales en même temps qu'une égalité parfaite sur toute son étendue, à quoi il faut ajouter « le bronze de son timbre, le côté acéré de son émission ». On admire aussi son art du phrasé, « la clarté de ses attaques, l'ampleur de sa voix […], son aigu facile, éblouissant, ses pianissimos, ses demi-teintes. »
Elle fut la chanteuse wagnérienne la plus reconnue de son époque, mémorable dans le rôle d'Isolde qu'elle avait approfondi avec Wieland Wagner (petit-fils du Maître), et Brünnhilde, qu'elle interpréta pour le premier enregistrement intégral en studio de la Tétralogie entre 1958 et 1965 ; mais ses incarnations de Turandot et Elektra ont également marqué l'histoire du chant lyrique.

## Distinctions
- Commandeur 1re classe de l'ordre de Vasa

## Discographie sélective
Birgit Nilsson a laissé une discographie très abondante, dont plusieurs versions du Ring de Richard Wagner, enregistrées à Bayreuth ou en studio à Vienne avec Georg Solti, Elektra et Salomé de Richard Strauss (avec le même Solti), plusieurs versions de Tristan et Isolde (notamment à Bayreuth, avec Karl Böhm), ou encore de Turandot de Giacomo Puccini.
- Beethoven : 
  - Fidelio (Léonore) avec James McCracken (en) et Tom Krause, Orchestre philharmonique de Vienne, direction Lorin Maazel, 1964 (Decca)
- Wolfgang Amadeus Mozart : 
  - Don Giovanni (Donna Anna), avec Dietrich Fischer-Dieskau, Peter Schreier, Martina Arroyo, Martti Talvela, Orchestre du Théâtre national de Prague, 1967 (Deutsche Grammophon).
- Puccini : 
  - Tosca (rôle titre) avec Franco Corelli et Dietrich Fischer-Dieskau, Orchestra dell'Accademia di Santa Cecilia, Rome, direction Lorin Maazel, 1967 (Decca).
  - Turandot (rôle titre) avec Jussi Björling, Renata Tebaldi, Chœur et orchestre de l'Opéra de Rome, Erich Leinsdorf, 1959 (RCA).
  - Turandot (rôle titre) avec Giuseppe di Stefano, Leontyne Price, Nicola Zaccaria, Chœur et orchestre du Wiener Staatsoper, direction Francesco Molinari-Pradelli, 1961 (Orfeo).
  - La Fanciulla del West (Minnie) avec João Gibin, Andrea Mongelli, Orchestre du Teatro alla Scala, direction Lovro von Matacic, 1958 (Emi Classics).
- Richard Strauss : 
  - Salomé (rôle titre) avec Gerhard Stolze, Eberhard Wächter, Grace Hoffman, Waldemar Kment, Orchestre philharmonique de Vienne, direction Georg Solti, 1962 (Decca).
  - Elektra (rôle titre), avec Regina Resnik, Gerhard Stolze, Marie Collier, Tom Krause, Orchestre philharmonique de Vienne, direction Georg Solti, 1968 (Decca).
- Wagner : 
  - Der Ring des Nibelungen (Brünnhilde) en studio, avec Wolfgang Windgassen, Hans Hotter, Gustav Neidlinger, Gerhard Stolze, Gottlob Frick, Dietrich Fischer-Dieskau, Orchestre philharmonique de Vienne, direction Georg Solti, 1958-1965 (Decca).
  - Der Ring des Nibelungen (Brünnhilde), au Festival de Bayreuth avec Leonie Rysanek, Theo Adam, Wolfgang Windgassen, Bayreuther Festspiele Orchester, direction Karl Böhm, 1967 (Philips).
  - Tristan und Isolde (Isolde) en studio, avec Fritz Uhl, Regina Resnik, Tom Krause, Arnold Van Mill, Orchestre philharmonique de Vienne, direction Georg Solti, 1960 (Decca).
  - Tristan und Isolde (Isolde) au Festival de Bayreuth avec Wolfgang Windgassen, Christa Ludwig, Eberhard Wächter, Martti Talvela, Bayreuther Festspiele Orchester, direction Karl Böhm, 1966 (Deutsche Grammophon).
  - Tristan und Isolde (Isolde) au Festival d'Orange avec Jon Vickers, Ruth Hesse, Walter Berry, Bent Rungren, Orchestre national de France, direction Karl Böhm, 1973 (Rodolphe).
  - Tannhäuser (Elisabeth et Vénus) avec Wolfgang Windgassen, Theo Adam, Dietrich Fischer Dieskau, Orchester der Deutschen Oper Berlin, direction Otto Gerdes, 1969 (Deutsche Grammophon).

## Sources
- (en) Birgit Nilsson, My Memoirs in Pictures, traduit du suédois par Thomas Teal, Doubleday, Garden City, 1981.
- Guide des opéras de Wagner. Livrets — Analyses — Discographies, sous la direction de Michel Pazdro, Paris, Fayard, coll. « Les Indispensables de la musique », 1998.
- Dictionnaire encyclopédique Wagner, sous la direction de Timothée Picard, Arles, Actes Sud / Paris, Cité de la musique, 2010.
- L’Univers de l’opéra. Œuvres, scènes, compositeurs, interprètes, sous la direction de Bertrand Dermoncourt, Paris, Robert Laffont, coll. « Bouquins », 2012.
- Le Nouveau Dictionnaire des interprètes, sous la direction de Alain Pâris, Paris, Robert Laffont, coll. « Bouquins », 2015.